# ハウス・ショー
ハウス・ショー（House Show）は、プロレスで使われる用語。テレビ中継がない、会場の観客の前だけで展開される公演を指して特にWWEをはじめとするアメリカで使われる。

## 概要

### アメリカ
アメリカでは番組上で進行されているストーリーを前面に展開させる必要はなく、放送時間を気にしなくても良いため、ハウス・ショーで行われる試合は、レスラー本来の実力が大いに発揮され、生放送では難しい時間の長い試合が組まれることもあり、大変見ごたえがあるものになる（反面、テレビに映らないのをいいことにお約束の試合展開に終始する者もいるが）。ビッグマッチの予行演習として後日のタイトルマッチと同一のカードが組まれる事もしばしばある。ちなみにこの際、王座が移動するケースはまず無い（番組ストーリー進行に支障をきたしかねないため）。また、レスラーがテレビ上では見せないアクションやパフォーマンスを見せ、テレビ中継越しの全世界のファンでは無く、この日会場に足を運んだファンのみがそれを楽しめるというプレミア感がある。また、ダーク・マッチと並んで新人レスラーやギミック変更等のテストの場でもあり、観衆の反応を見てギミックの調整などが行われる。WWEの海外公演はハウスショーとして行われる(2005年の「ROAD TO WRESTLEMANIA 21 JAPAN TOUR」など稀にTVショーとなることもある)。ちなみにWWEに限って言えば、このハウスショーは年間200試合前後行われる興行の内、およそ6割を占めている。
TVプロレス黎明期の1950年代から1980年代まで、北米のプロレスはテレビ中継される興行と観客を入れる興行が分かれるのが基本であり、前者はテレビスタジオ内で試合を収録する「スタジオ・マッチ」方式が主であった。

### 日本
日本では「ノーテレビ」という用語が使われる。地方興行の多くがノーテレビなのは現在のアメリカと同様であるが、政治的に難しいがゆえのノーテレビという場合が日本ではあり、1979年のプロレス夢のオールスター戦は、各団体のテレビ局との専属契約の関係で、メインイベント（ジャイアント馬場＆アントニオ猪木VSアブドーラ・ザ・ブッチャー＆タイガー・ジェット・シン）のハイライトを除いてノーテレビで行われた。また、一時期の国際プロレス中継では「金網デスマッチはあまりに凄惨なためノーテレビ」という取り決めになっていた。
NEO女子プロレスにおける「NEOハウスショー」は地方巡業のタイトルとして使用されていたが、これはアメリカプロレスにおいて「ハウス・ショー＝地方巡業」とされているのに倣ったものである。
一方、地方興行が少ないインディ団体においては常打ち（自前の常設会場、練習で使用する道場など）で行う興行を「ハウス・ショー」と呼ぶことがある。ただし、KAIENTAI DOJOの場合、本拠地Blue Field（旧千葉Blue Field→REINAアリーナ、現2AWスクエア）で行われる興行でも「ハウス・ショー」と「ビッグ・ショー」に分かれていた。
なお、ファイティングオペラ「ハッスル」のシリーズである「ハッスル・ハウス」は「ハウス・ショー」に由来するが、全国各地の後楽園ホールクラスの会場で行われる興行（ナンバーシリーズは横浜アリーナクラスで開催）を指し、これについてはテレビ中継も行われていた。

### メキシコ
メキシコでは1980年代までテレビ中継が禁止されていた。